# Majeed Ashimeru
Majeed Ashimeru (ur. 10 października 1997 w Akrze) – ghański piłkarz grający na pozycji środkowego pomocnika. Od 2021 jest zawodnikiem klubu RSC Anderlecht.

## Kariera klubowa
Swoją karierę piłkarską Ashimeru rozpoczął w klubie West African Football Academy. W 2015 roku zadebiutował w jego barwach w ghańskiej Premier League. W 2017 roku wywalczył z nim wicemistrzostwo Ghany.
W lipcu 2017 Ashimeru przeszedł do Red Bull Salzburg i zaraz po transferze został na pół roku wypożyczony do Austrii Lustenau. 8 września 2017 zadebiutował w nim w drugiej lidze austriackiej w przegranym 1:2 domowym meczu z TSV Hartberg.
W styczniu 2018 Ashimeru został wypożyczony do Wolfsbergera AC. Swój debiut w nim zaliczył 3 lutego 2018 w zremisowanym 0:0 domowym spotkaniu z SC Rheindorf Altach. W Wolfsbergerze grał przez pół sezonu.
W lipcu 2018 Ashimeru ponownie trafił na wypożyczenie, tym razem do szwajcarskiego FC Sankt Gallen. W nim swój debiut zanotował 21 lipca 2018 w zwycięskim 2:1 wyjazdowym meczu z FC Basel. W Sankt Gallen grał przez rok.
W 2019 roku Ashimeru wrócił do Red Bull Salzburg i 17 sierpnia 2019 zadebiutował w nim w lidze w wygranym 6:0 wyjazdowym meczu z SKN Sankt Pölten. W sezonach 2019/2020 i 2020/2021 wywalczył z Red Bullem dwa mistrzostwa Austrii i zdobył dwa Puchary Austrii.
W styczniu 2021 Ashimeru wypożyczono go do Anderlechtu. W Anderlechecie swój debiut zaliczył 21 lutego 2021 w przegranym 0:2 domowym spotkaniu z KV Kortrijk. W lipcu 2021 został wykupiony przez Anderlecht za 1,5 miliona euro.
| Sezon   | Klub                          | Kraj       | Rozgrywki       | Mecze | Gole |
| ------- | ----------------------------- | ---------- | --------------- | ----- | ---- |
| 2015    | West African Football Academy | Ghana      | Premier League  | ?     | ?    |
| 2016    | West African Football Academy | Ghana      | Premier League  | 5     | 0    |
| 2017    | West African Football Academy | Ghana      | Premier League  | 21    | 2    |
| 2017/18 | Austria Lustenau              | Austria    | 2. Liga         | 11    | 1    |
| 2017/18 | Wolfsberger AC                | Austria    | Bundesliga      | 15    | 2    |
| 2018/19 | FC Sankt Gallen               | Szwajcaria | Super League    | 34    | 4    |
| 2019/20 | Red Bull Salzburg             | Austria    | Bundesliga      | 20    | 2    |
| 2020/21 | Red Bull Salzburg             | Austria    | Bundesliga      | 9     | 0    |
| 2020/21 | RSC Anderlecht                | Belgia     | Eerste klasse A | 11    | 1    |

## Kariera reprezentacyjna
W reprezentacji Ghany Ashimeru zadebiutował 25 maja 2017 w zremisowanym 1:1 towarzyskim meczu z Beninem, rozegranym w Akrze, gdy w 61. minucie zmienił Isaaca Twuma.